# Sövényházi Márta

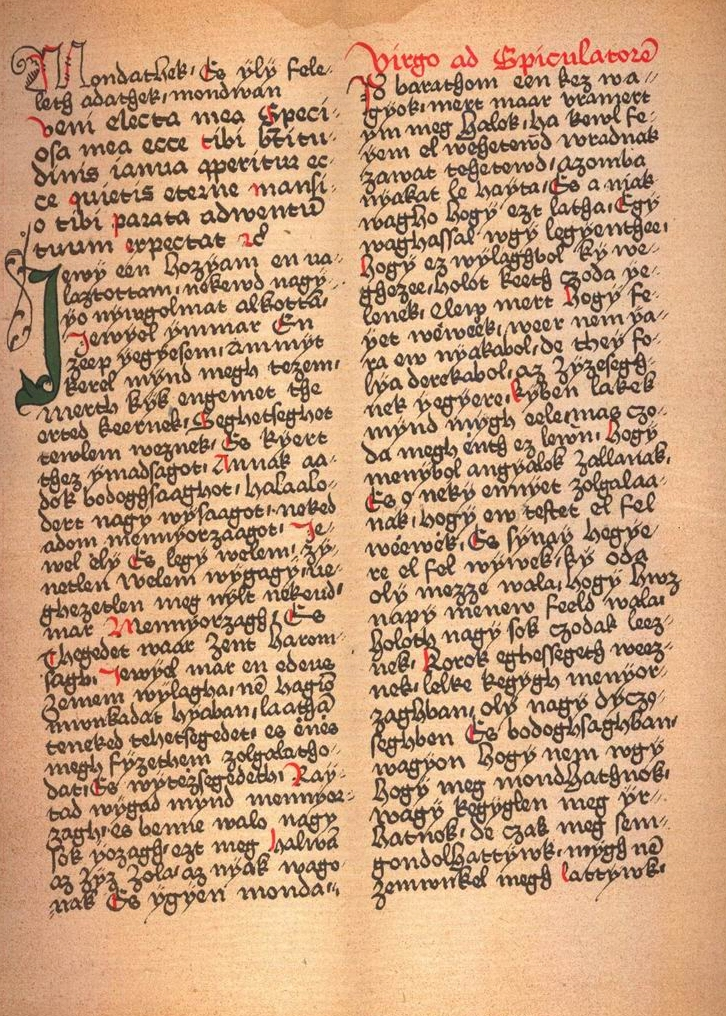
Az Érsekújvári kódex 519. lapja

Sövényházi Márta (15. század – 16. század) Domonkos-rendi apáca, kódexmásoló.

## Életpályája
A 16. század harmincas éveiben dolgozott a margit-szigeti zárdában, ahonnan  többi rendtársával együtt 1529 körül Nagyváradra költözött. Két kódex őrzi a keze nyomát. Az Érsekújvári kódex, melybe két ismeretlen társával együtt másolta 1529 és 1531 között a verses Katalin legendát. A másolat legnagyobb részét, mintegy héttizedét, ő maga készítette, valamint a kódexben szereplő festett képeket is. A kódex nagyalakú, jobbára kéthasábos, 291 levél terjedelmű, a szöveg írástípusa bastarda, Sövényházi néhol kurzívval is írt a kódexbe. Tartalma: evangéliumi szakaszok, vallásos elmélkedések és tanítások, szentbeszédek és legendák. A másoló neve a 320. lapon ekképp olvasható:
Ez yrasnak wege wagon vr fyw zyletethnek' utanna ezer ot zaz Harmyncz eztendewben wyz kerest octawayan sewenhazy soror marta keze myath es dyczertessek az ew aldot zenth newe amen.
Másik munkája a magyar nyelvű Thewrewk-kódex. Az alapszöveg írásában is dolgozott, őt az úgynevezett harmadik kézként tartják számon, hiszen a kódexet heten másolták. Az általa másolt részek a kódex 282–288-ik és a 604–656-ik lapjain találhatók.